# Image song
Una image song o character song es una canción incluida en algún álbum musical de un anime, videojuego o dorama que suele ser cantada por el seiyū o actor de un personaje, interpretándolo.

## Características
Las image songs son considerados una parte importante de un anime o dorama exitoso, ya que a menudo proporciona una visión de un personaje que no suele mostrarse o no se profundiza dentro del programa. Los creadores de la serie pueden también incluir detalles acerca del diseño y evolución del personaje en el libreto del disco y, en ocasiones, incluso bocetos de diseño para que los admiradores puedan apreciar los cambios del personaje. También pueden aparecer comentarios de los seiyū o actores sobre cómo se sienten acerca del personaje interpretado.
Otro sub-tipo es una versión o cover del personaje, donde un seiyū o actor canta una canción de la serie interpretando a su personaje. Un famoso ejemplo de esto son las diferentes versiones del tema de Neon Genesis Evangelion, cantado por las seiyū de Rei Ayanami, Asuka Langley Sōryū y Misato Katsuragi. Por lo general se identifican por una etiqueta de versión al final del nombre (por ejemplo, Cruel Angel's Thesis, Ayanami Version). Otro ejemplo de esto sería las versiones cantadas por personajes de Hare Hare Yukai. Haruhi Suzumiya, Mikuru Asahina y Yuki Nagato tienen sus propias versiones del tema, usando la música original. Sin embargo, los character song de Kyon, Itsuki Koizumi, Tsuruya-san, Ryōko Asakura, la hermana de Kyon y Emiri Kimidori contienen versiones arregladas y con letras diferentes de la canción.
Del mismo modo, una image song puede ser también una canción sobre un personaje, pero no necesariamente ser cantada por el seiyū o actor. Por ejemplo, mientras que en Mazinger Z se incluyen canciones sobre Kōji Kabuto y sus amigos, no son cantadas por sus seiyū. Sin embargo, aun así dan alguna luz sobre el personaje. Las character songs, por su parte, siempre son interpretadas por el seiyū correspondiente al personaje.
Las image songs no se limitan a los protagonistas de la serie. Antagonistas como Zechs Merquise, Master Asia, Sailor Galaxia, y algunos villanos (como Devimon y Delaacure "Hawk Eye" Mihawk) también tienen sus propias image songs.